# Erika Csomor
Erika Csomor (Cegléd, 8 de noviembre de 1973) es una deportista húngara que compitió en triatlón y duatlón.
Ganó cuatro medallas en el Campeonato Mundial de Duatlón entre los años 2001 y 2007, y tres medallas en el Campeonato Europeo de Duatlón entre los años 2001 y 2005. Además, obtuvo cinco medallas en el Campeonato Mundial de Duatlón de Larga Distancia entre los años 2001 y 2011.
En triatlón consiguió una medalla en el Campeonato Mundial de Triatlón de Larga Distancia de 2007.

## Palmarés internacional
| Campeonato Mundial | Campeonato Mundial          | Campeonato Mundial | Campeonato Mundial |
| Año                | Lugar                       | Medalla            | Prueba             |
| ------------------ | --------------------------- | ------------------ | ------------------ |
| 2001               | Rímini (Italia)             | Medalla de oro     | Individual         |
| 2002               | Alpharetta (Estados Unidos) | Medalla de plata   | Individual         |
| 2004               | Geel (Bélgica)              | Medalla de oro     | Individual         |
| 2007               | Gyor (Hungría)              | Medalla de bronce  | Individual         |
| Campeonato Europeo |                             |                    |                    |
| Año                | Lugar                       | Medalla            | Prueba             |
| 2001               | Mafra (Portugal)            | Medalla de bronce  | Individual         |
| 2002               | Zeitz (Alemania)            | Medalla de oro     | Individual         |
| 2005               | Debrecen (Hungría)          | Medalla de bronce  | Individual         |

| Campeonato Mundial | Campeonato Mundial     | Campeonato Mundial | Campeonato Mundial |
| Año                | Lugar                  | Medalla            | Prueba             |
| ------------------ | ---------------------- | ------------------ | ------------------ |
| 2001               | Venray (Países Bajos)  | Medalla de plata   | Individual         |
| 2003               | Zofingen (Suiza)       | Medalla de plata   | Individual         |
| 2004               | Fredericia (Dinamarca) | Medalla de bronce  | Individual         |
| 2005               | Barcis (Italia)        | Medalla de oro     | Individual         |
| 2011               | Zofingen (Suiza)       | Medalla de bronce  | Individual         |

| Campeonato Mundial | Campeonato Mundial | Campeonato Mundial | Campeonato Mundial |
| Año                | Lugar              | Medalla            | Prueba             |
| ------------------ | ------------------ | ------------------ | ------------------ |
| 2007               | Lorient (Francia)  | Medalla de plata   | Individual         |